# 山地斯托
山地斯托（Stow-on-the-Wold）是英格蘭格洛斯特郡的一個小鎮和民政教區。斯托昂澤沃爾德位於一座高244米的小山的山頂上，城鎮創建於諾曼時期。這裡最著名的活動是馬市場。據2011年人口普查，斯托昂澤沃爾德有人口3,365人。